# Kuma (2012)
Kuma (türkisch: „Nebenfrau“) ist ein Spielfilm des jungen österreichischen Regisseurs Umut Dağ aus dem Jahr 2012, produziert von der Firma Wega Film.
Die Mutter einer türkisch-österreichischen Familie holt eine junge Frau aus Anatolien nach Wien, um ihre Familie ihren traditionellen Vorstellungen entsprechend versorgt zu wissen, sollte sie an ihrer Krebserkrankung sterben. Der Film untersucht die emotionalen Bindungen und Konflikte ebenso wie die Zerrissenheit, die durch ein klaustrophobisch von der Außenwelt abgeschirmtes Familienleben, kollidierende Weltanschauungen und zu hohe Erwartungen entstehen.
Die Kinopremiere fand am 9. Februar 2012 im Rahmen der Berlinale 2012 als Eröffnungsfilm der Sektion Panorama statt. Der deutschsprachige Kinostart war am 27. April 2012 in Österreich.

## Handlung
Der Film beginnt mit einer Hochzeit in einem kleinen Dorf in Anatolien. Es könnte ein einfaches, ausgelassenes Fest sein, doch die Familie des Bräutigams ist seltsam angespannt und auch die Braut scheint eher melancholisch. Warum erfährt man, als die Familie zuhause in Wien angekommen ist.
Ayse, die junge Braut, ist nicht, wie vermutet, mit Hasan, dem gut aussehenden ältesten Sohn der Familie, verheiratet, sondern die Zweitfrau („Kuma“) von Mustafa, dem etwa sechzigjährigen Familienvater. Fatma, die Mutter, ist an Krebs erkrankt, und wünscht sich, dass ihre Familie den traditionellen Werten ihrer Heimat gemäß versorgt ist, wenn sie nicht mehr am Leben ist. Ayse kümmert sich liebevoll um die Familie und pflegt Fatma, die von ihrer Krebsbehandlung sehr geschwächt ist.
Zwischen den beiden Frauen entwickelt sich so, trotz des widrigen Umstandes, mit demselben Mann verheiratet zu sein, eine tiefe Freundschaft. Mustafa fügt sich etwas hilflos den Wünschen seiner ersten Frau und schläft von nun an mit Ayse im Ehebett, während Fatma ins Zimmer ihrer Töchter umzieht.
Die beiden älteren Töchter von Fatma, Kezban und Nurcan, sind jedoch nicht so fügsam und begegnen Ayse teilweise mit offener Feindseligkeit. Es gibt auch Anspannungen zwischen Fatma und ihrer ältesten Tochter Kezban, die mit einem gewalttätigen Mann verheiratet ist, weil die konservative Fatma der Meinung ist, Kezban solle sich nicht um ihre alte, sondern um ihre neue Familie kümmern. Während Kezban verzweifelt versucht, ihre Mutter zu erweichen, und sich nicht für Ayse erwärmen kann, die den Platz in der Familie eingenommen hat, den sie sich wünscht, kommen sich Nurcan und Ayse allmählich etwas näher.
Als Mustafa unerwartet stirbt und Fatma von ihrer Krankheit vollständig geheilt wird, fangen die Verhältnisse in der Familie an sich zu verändern. Ayse beginnt in dem kleinen türkischen Supermarkt zu arbeiten, in dem die Familie immer einkauft, um diese finanziell zu unterstützen, und verliebt sich in ihren Scheinehemann Hasan. Als dieser ihr unter Tränen gesteht, dass er schwul ist, ist Ayse am Boden zerstört, gleichzeitig wird verständlich, warum Hasan sich von seiner Mutter zu einer Scheinehe überreden ließ, wenn man bedenkt, wie der konservative Umkreis der Familie reagieren würde, sollte seine Homosexualität bekannt werden.
Während Fatma ihrem toten Ehemann nachtrauert, entfernt sich Ayse immer mehr von ihr. Sie fügt sich nicht mehr widerspruchslos Fatmas Ansichten, beginnt sich zu schminken und fängt eine Affäre mit einem Mitarbeiter an. Eine Zeit lang geht alles gut, doch eines Tages erwischt Fatma Ayse und Osman im Hinterzimmer des Supermarktes und ist so angewidert und enttäuscht, dass sie völlig durchdreht und Ayse brutal verprügelt. Auch Kezban und Nurcan können sie nicht davon abhalten, bis sie weinend zusammenbricht. Am Ende versucht Ayse mit Fatma Frieden zu schließen, doch diese will sie nicht einmal ansehen. Während Fatma der Vergangenheit nachtrauert, hört man die Stimmen der jungen Familienmitglieder, die sich fröhlich unterhalten.

## Kritiken
„Kuma ist ein Film voll schöner Bilder und melodramatischer Momente, in einem guten Sinn. Es ist natürlich aber auch und vor allem ein Film über traditionelle türkische Familienstrukturen.“

« Attentif à mille détails qui sonnent terriblement juste, aux antipodes du prêchi-prêcha politiquement correct, ce film est manifestement réalisé par un cinéaste qui sait de quoi il retourne, et qui ouvre avec intelligence et talent à la complexité de son sujet. »

(übersetzt: Tausend Einzelheiten aufbietend, die schrecklich richtig klingen und diametral der politisch korrekten Predigerei entgegenstehen, hat diesen Film offensichtlich ein Cineast gemacht, der weiß, wofür er zurückkehrt, und der sich mit Verstand und Talent der Vielschichtigkeit seines Themas öffnet.)

## Festivals
- Deutschland: Berlinale 2012, Eröffnungsfilm der Sektion Panorama
- Österreich: Diagonale 2012
- Japan: Skip City International D-Cinema Festival, Gewinner des Preises für den Besten Spielfilm
- Italien: Festival del Cinema Europeo, Lecce, Gewinner des Publikums-Spezialpreises
- Italien: Linea d'Ombra Festival Culture Giovani, Salerno, Gewinner des Preises für den Besten Spielfilm